# Thamnasteria
Thamnasteria es un género extinto de corales pétreos de la familia Thamnasteriidae. Fue descrito por LeSauvage en 1823.

## Especies
- T. abukumaensis
- T. andranomarivensis
- T. aspera
- T. bevoayensis
- T. bonanomii
- T. communis
- T. concinna
- T. concinnaformis
- T. coquandi
- T. cotteaui
- T. defrancei
- T. dendroidea
- T. dumonti
- T. felixi
- T. globosa
- T. gracilis
- T. heterogenea
- T. hoffmeisteri
- T. huzimotoi
- T. imlayi
- T. iranensis
- T. jaccardi
- T. japonica
- T. jezoensis
- T. kobyi
- T. latistellata
- T. leptopetala
- T. lobata
- T. loryi
- T. lyelli
- T. maeandra
- T. mammosa
- T. matsushitai
- T. mettensis
- T. microconos
- T. miyakoensis
- T. moreana
- T. naumanni
- T. nicoleti
- T. ogawaensis
- T. patina
- T. pseudopaliformis
- T. racemosa
- T. rhaetica
- T. rumignyensis
- T. scita
- T. seriata
- T. settsassi
- T. sinuata
- T. sinuosa
- T. smithi
- T. tenuissima
- T. terquemi
- T. tokushimaensis
- T. tonantzinae
- T. torinosuensis
- T. yuraensis